# Blagdan
Blagdani su dani namijenjeni državnim i vjerskim svetkovinama. Po državnim odredbama to su neradni dani za koje radnici imaju pravo na naknadu plaće, a mogu biti svjetovnoga karaktera ili su preuzeti iz crkvenoga kalendara. Prema crkvenom zakonu postoje zapovjedni blagdani (sve nedjelje i drugi najvažniji blagdani uz sadržaj vjere i štovanje svetaca) u kojima je zabranjen težački rad, te postoje i drugi neobvezni blagdani kroz godinu. U najvažnije vjerske blagdane spadaju: Uskrs i Božić (kršćanski), Jom Kipur i Roš hašana (židovski), Kurban-bajram (muslimanski). 
Sadržaj hrvatskih narodnih svetkovina, izvorno obredni, kristijanizirao se tijekom vremena i prilagodio danima kršćanskih blagdana. Pritom su preživjeli neki elementi svojstveni pretkršćanskoj euroazijskoj poljodjelskoj kulturi. To su u prvom redu radnje za izazivanje plodnosti, dobar urod usjeva i uzgoja stoke, kao i za sreću i blagostanje obitelji: npr. kićenje bunara na Cvjetnicu; krjesovi te šaranje jaja na Uskrs; ophodi dječaka na dan Sv. Jurja (jurjaši), djevojaka na Prvi svibanj (filipovčice) i Duhove (ljelje ili kraljice), djece na Spasovo (križari); krjesovi i ophod djevojaka (ladarice) na Ivanje i dr.; posebice Badnjak kao prilika za odavanje počasti precima, odnosno kao priprema za buduću agrarnu godinu.

## Vanjske poveznice
- LZMK / Hrvatska enciklopedija: blagdani
- Hrvatski jezični portal: blagdan
- Hrvatska katolička mreža / dr. sc. Marko Alerić: »Praznik rada: blagdan ili praznik? Ili oboje?«